# São João Batista (Castelo de Vide)
Nota linguística: Com a entrada em vigor do Novo Acordo Ortográfico este topónimo passará a ser grafado São João Batista.
A Freguesia de São João Batista é uma freguesia portuguesa do Município de Castelo de Vide com 76,2 km² de área e 850 habitantes (censo de 2021), tendo, por isso, uma densidade populacional de 11,2 hab./km².

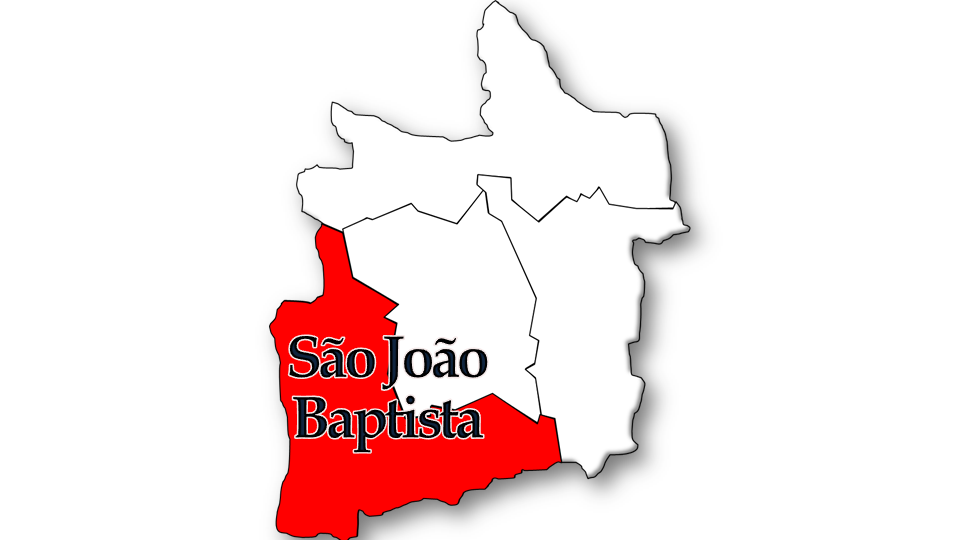
Localização da Freguesia de São João Batista no Município de Castelo de Vide

## Demografia
A população registada nos censos foi:
| Distribuição da População por Grupos Etários | Distribuição da População por Grupos Etários | Distribuição da População por Grupos Etários | Distribuição da População por Grupos Etários | Distribuição da População por Grupos Etários |
| -------------------------------------------- | -------------------------------------------- | -------------------------------------------- | -------------------------------------------- | -------------------------------------------- |
| Ano                                          | 0-14 Anos                                    | 15-24 Anos                                   | 25-64 Anos                                   | > 65 Anos                                    |
| 2001                                         | 137                                          | 123                                          | 470                                          | 304                                          |
| 2011                                         | 79                                           | 74                                           | 416                                          | 296                                          |
| 2021                                         | 71                                           | 51                                           | 380                                          | 348                                          |

## Património
- Anta da Fonte de Mouratão ou Anta do Mouratão
- Anta da Nave do Grou ou Anta do Sobral
- Ermida de Nossa Senhora da Penha (Castelo de Vide)
- Anta do Alcogulo II
- Anta do Alcogulo III
- Anta do Tapadão da Relva
- Fonte da Vila
- Casa na Praça D. Pedro V ou Casa Amarela (Castelo de Vide)
- Palácio dos Barros Castel-Branco
- Antigo Convento de São Francisco (São João Batista) ou Asilo de Cegos de Nossa Senhora da Esperança